# Gerrards Cross
Gerrards Cross är en ort och civil parish i Storbritannien.   Den ligger i kommunen Buckinghamshire och riksdelen England, i den södra delen av landet, 30 km väster om huvudstaden London. Gerrards Cross ligger 89 meter över havet och antalet invånare är 7 342.
Terrängen runt Gerrards Cross är platt. Runt Gerrards Cross är det tätbefolkat, med 442 invånare per kvadratkilometer. Närmaste större samhälle är Slough, 8,9 km söder om Gerrards Cross. I omgivningarna runt Gerrards Cross växer i huvudsak blandskog.